# ماما (ترانه اکسو)
«ماما» (انگلیسی: Mama) نخستین تک‌آهنگ از گروه پسرانهٔ کره‌ای-چینی اکسو کی و اکسو ام است. این ترانه به عنوان آهنگ اصلی نخستین آلبوم چندآهنگهٔ گروه با همین عنوان در سال ۲۰۱۲ منتشر شد. این ترانه به دو زبان کره‌ای و چینی در دسترس قرار گرفت و به صورت دیجیتالی در ۸ آوریل ۲۰۱۲ توسط اس‌ام انترتینمنت منتشر شد.

## انتشار و تبلیغ
«ماما» در اصل توسط یو یونگ جین نوشته و تهیه شده است و ترانهٔ نسخهٔ چینی آن توسط وانگ یاجون سروده شده است. نسخهٔ کره‌ای این ترانه توسط زیرگروه اکسو کی و نسخهٔ چینی آن توسط اکسو ام اجرا شده است. موزیک ویدئوهای این ترانه در ۷ آوریل ۲۰۱۲ در یوتیوب منتشر شد؛ همزمان، ترانه از طریق آی‌تیونز و دیگر پلتفرم‌های موسیقی آنلاین در کره جنوبی و چین برای دانلود در دسترس قرار گرفت.
اکسو کی و اکسو ام هر دو نسخهٔ کره‌ای و چینی این ترانه را برای نخستین بار در نمایش ویژهٔ پیش از آغاز به کارشان در ۳۱ مارس ۲۰۱۲ در سئول، کره جنوبی اجرا کردند. دومین اجرای گروهی نیز در ۱ آوریل در دومین شوی معرفی گروه در پکن، چین برگزار شد.
در ۷ آوریل، گروه اکسو ام نخستین اجرای تلویزیونی خود را در دوازدهمین دورهٔ جوایز یین‌یو فنگ‌یون بانگ چین با اجرای ترانهٔ «ماما» تجربه کرد. در همان روز، اکسو کی فعالیت تلویزیونی خود را در کره جنوبی با حضور در برنامهٔ موسیقی اینکیگایو شبکهٔ اس‌بی‌اس و اجرای ترانه‌های «ماما» و تک‌آهنگ مقدماتی گروه با نام «هیستوری» آغاز کرد. پس از آن، اکسو کی در ۱۲ آوریل در برنامهٔ ام کانت‌داون شبکهٔ ام‌نت، در ۱۳ آوریل در بانک موسیقی شبکهٔ کی‌بی‌اس و در ۱۴ آوریل در شو! میوزیک کور شبکهٔ ام‌بی‌سی به اجرای زنده پرداخت.